# Eleutherodactylus eneidae
Espèce
Statut de conservation UICN

 CR A2ae : 
En danger critique
Eleutherodactylus eneidae est une espèce d'amphibiens de la famille des Eleutherodactylidae.

## Répartition
Cette espèce est endémique de l'île de Porto Rico. Elle se rencontre de 300 à 1 150 m d'altitude dans la cordillère Centrale et la sierra de Luquillo.

## Description
Les femelles mesurent jusqu'à 30 mm. Cette grenouille est marron verdâtre à grisâtre avec une teinte jaune sous son ventre. Elle a souvent une paire de lignes concaves colorées vivement sur son dos. Ses yeux sont dorés ou verts, généralement sombres avec des réticulations vénales noires.
Elle vit sur le sol, sous des rochers et des branches tombées, et dans des arbres recouverts de mousse.
Cette espèce a souffert d’une forte réduction de sa population, pour une raison encore indéterminée. Elle n'a pas été observée depuis 1990 et pourrait être éteinte.

## Étymologie
Cette espèce est nommée en l'honneur d'Eneida Bordallo Rivero, l'épouse de Juan Arturo Rivero.

## Publication originale
- Rivero, 1959 : Two new species of Eleutherodactylus from Puerto Rico. Breviora, no 103, p. 1-6 (texte intégral).